# David Posada
David Posada es un productor colombiano más conocido por su asociación con Telemundo y RTI Producciones. Actualmente es vicepresidente de producción y productor ejecutivo de Telemundo Global Studios. Sus créditos incluyen La casa de al lado, Marido en alquiler, Bajo el mismo cielo y Eva la Trailera.

## Trayectoria

### Productor ejecutivo
Telemundo Global Studios
- Falsa identidad (2018) en conjunto con Argos Comunicación.
- Al otro lado del muro (2018)
- La fan (2017)
- Eva la Trailera (2016)
- Bajo el mismo cielo (2015-2016)
- Reina de corazones (2014)
- Marido en alquiler (2013-2014)
- Relaciones peligrosas (2012)
- La casa de al lado (2011-2012)

### Vicepresidente de producción
Telemundo Global Studios
- Operación pacífico (2020)
- Mariposa de barrio (2017)
- Dueños del paraíso (2015)

### Director de escena
Telemundo Global Studios
- Aurora (2010-2011)
- Primera parte de El fantasma de Elena (2010)
- Perro amor (2010)
- Más sabe el diablo (2009-2010)
- El rostro de Analía (2008-2009)
- Pecados ajenos (2007-2008)
- Marina (2006-2007) con Argos Comunicación.
- El cuerpo del deseo (2005-2006)
- ¡Anita, no te rajes! (2004-2005)
- Amor descarado (2003-2004)

RTI Televisión
- La venganza (2002-2003)
- Segunda parte de Luzbel está de visita (Adrián está de visita) (2001)
- Amantes del desierto (2001)

### Director
RTI Televisión
- La caponera (1999-2000)
- La mujer en el espejo (1997)